# Grésy-sur-Isère
Grésy-sur-Isère é uma comuna francesa na região administrativa de Auvérnia-Ródano-Alpes, no departamento de Saboia. Estende-se por uma área de 9,02 km². Em 2010 a comuna tinha 1 269 habitantes (densidade: 140,7 hab./km²).